# Dubrava Zabočka
Dubrava Zabočka is een plaats in de gemeente Zabok in de Kroatische provincie Krapina-Zagorje. De plaats telt 595 inwoners (2001).

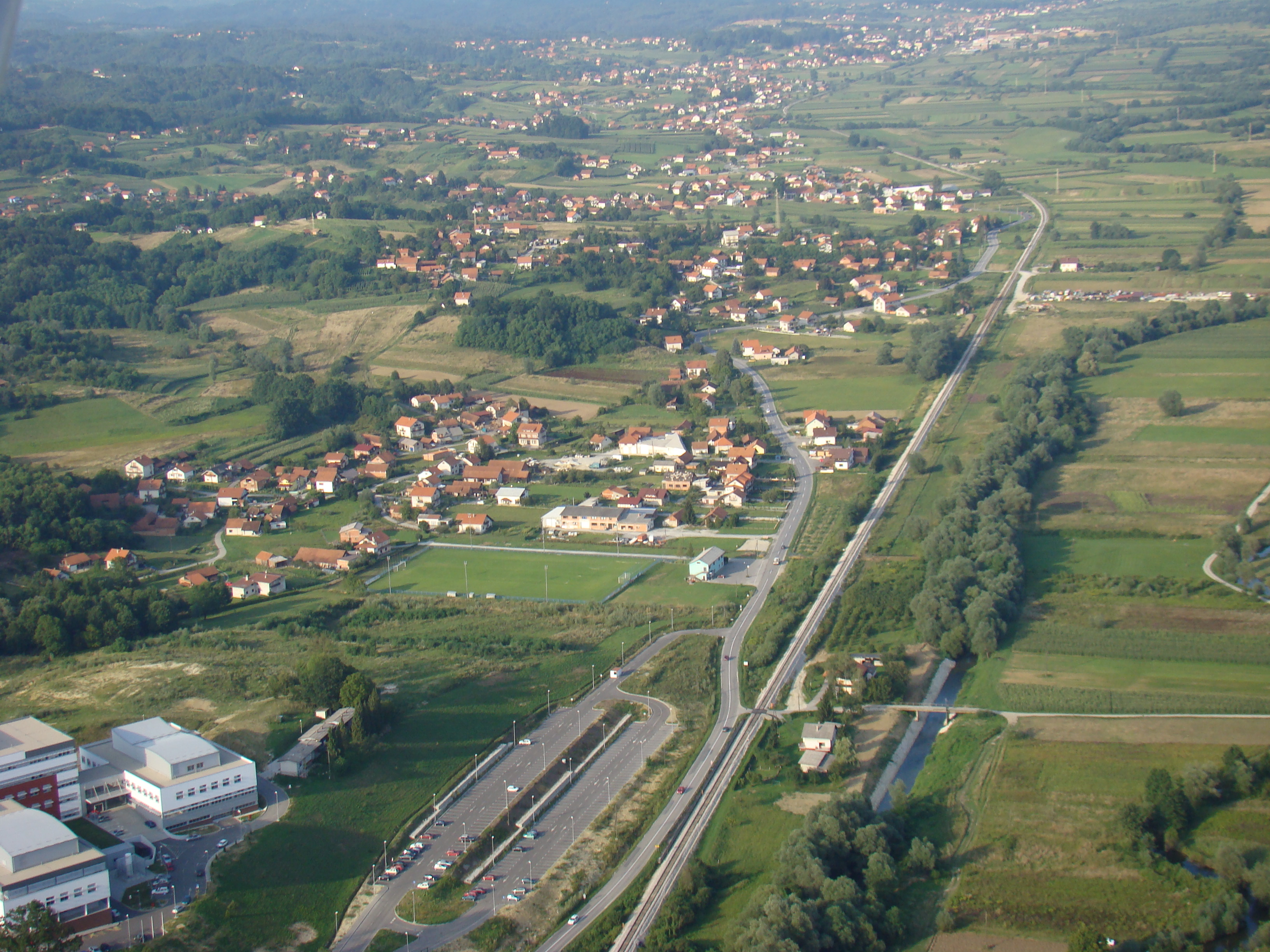
Panorama